# Edwin von Stülpnagel
Edwin Ottomar von Stülpnagel (* 24. November 1876 in Berlin; † 6. März 1933 in Berlin-Dahlem) war ein deutscher General der Infanterie in der Weimarer Republik.

## Leben

### Familie
Edwin war der Sohn des preußischen Oberst Otto von Stülpnagel (1822–1899) und dessen Ehefrau Ida Michaelis (1856–1909).
Stülpnagel heiratete am 16. Februar 1928 in Stuttgart die aus erster Ehe verwitwete Mamie Bareiß (* 16. August 1891 in Göppingen; † 3. Juli 1981 in Stuttgart), die Tochter des Fabrikanten und Kommerzienrats Otto Bareiß und der Hattie Seipp.
Er war der ältere Bruder des späteren Generals der Flieger und der Infanterie Otto von Stülpnagel (1878–1948).

### Militärischer Werdegang
Stülpnagel trat am 10. Juni 1893 als Fahnenjunker in das 2. Garde-Regiment zu Fuß in Berlin ein und wurde dort am 18. Oktober 1894 zum Sekondeleutnant befördert, nachdem er die Kriegsschule in Glogau besucht hatte. 1902 wurde er zur Kriegsakademie, im Herbst 1906 in den Großen Generalstab kommandiert, wo er am 18. Oktober 1907 zum Hauptmann befördert wurde. Anfang 1909 wurde er in den Generalstab des III. Armee-Korps versetzt. Am 1. Oktober 1911 wurde er Kompaniechef im 4. Pommerschen Infanterie-Regiment „von Borcke“ Nr. 21. Nach zwei Jahren folgte seine Versetzung als Erster Generalstabsoffizier in den Stab der 16. Division und wurde dort am 22. April 1914 zum Major befördert. Im Ersten Weltkrieg erhielt er beide Eiserne Kreuze, am 4. August 1918 als Chef des Generalstabes des VI. Reserve-Korps den Pour le Mérite. Im September 1918 wurde er Leiter der Auslandsabteilung in der Obersten Heeresleitung.
Nach dem Krieg führte er verschiedene Freiwilligenverbände. Noch 1919 wurde er in die Vorläufige Reichswehr als Kommandeur des II. Bataillons des Reichswehr-Infanterie-Regiments 17 übernommen. Am 30. November 1920 wurde er im Infanterie-Regiment 6 zum Oberstleutnant befördert. Als solcher kam er dann am 1. Dezember 1920 zum Stab des Infanterie-Regiments 4. Dort erfolgte am 1. Januar 1922 seine Beförderung zum Oberst sowie am 1. November 1922 seine Ernennung zum Regimentskommandeur. Vom 1. Juni 1926 bis 31. Dezember 1928 war er, ab 1. Oktober 1926 als Generalmajor, Infanterieführer V der 5. Division in Stuttgart.
Am 1. November 1928 wurde er als Kommandeur der 4. Division und Befehlshaber des Wehrkreis IV (Dresden) zum Generalleutnant befördert. Bevor Stülpnagel am 31. Oktober 1931 offiziell aus der Reichswehr verabschiedet wurde, erfolgte die Ernennung zum General der Infanterie.
1932 wurde er der geschäftsführende Präsident des Reichskuratoriums für Jugendertüchtigung.

### Tod
Edwin von Stülpnagel starb am 6. März 1933 im Alter von 56 Jahren in Berlin-Dahlem an einer Embolie.
Er wurde auf dem Alten St.-Matthäus-Kirchhof in Berlin-Schöneberg beigesetzt. Das Grab ist nicht erhalten geblieben.

## Auszeichnungen
- Roter Adlerorden IV. Klasse[4]
- Kronenorden IV. Klasse[4]
- Eisernes Kreuz (1914) II. und I. Klasse[4]
- Ritterkreuz des Königlichen Hausordens von Hohenzollern mit Schwertern[4]
- Pour le Mérite[4] am 4. August 1918
- Preußisches Dienstauszeichnungskreuz[4]
- Bayerischer Militärverdienstorden III. Klasse mit Schwertern und mit Krone[4]
- Ritterkreuz des Württembergischen Militärverdienstorden[4]
- Hessische Tapferkeitsmedaille[4]
- Mecklenburgisches Militärverdienstkreuz I. Klasse[4]
- Österreichisches Militärverdienstkreuz III. Klasse mit der Kriegsdekoration[4]